# Schoppenstecher-Standbild

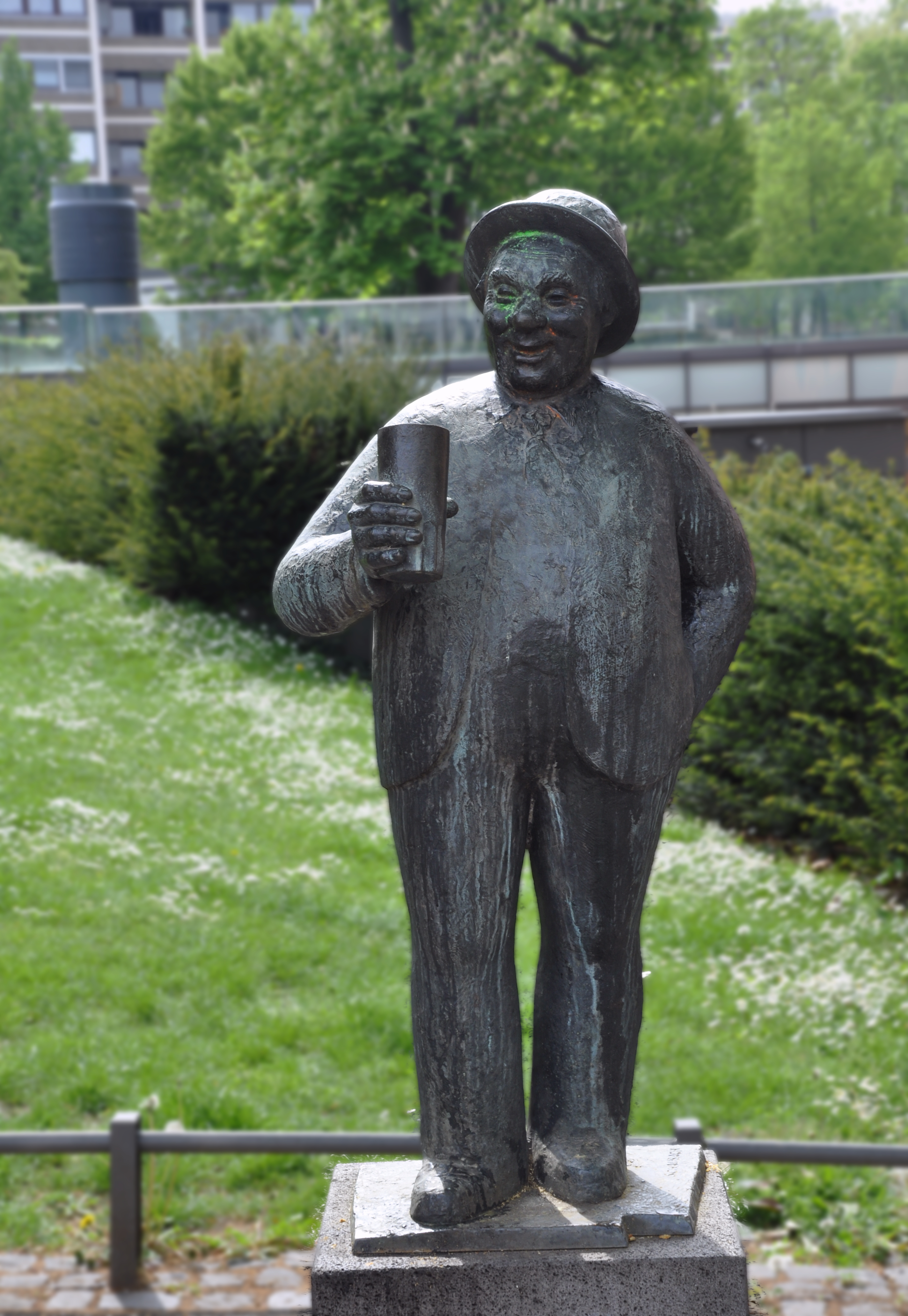
Der Mainzer „Schoppenstecher“ – Denkmal der Mainzer Weinkultur

Das Schoppenstecher-Standbild ist eine Statue am Rande des Schillerplatzes in Mainz zwischen dem Schönborner Hof und dem Proviant-Magazin, im ehemaligen Garten des Schönborner Hofs.

## Etymologie
Die Bezeichnung des abgebildeten Schoppenstechers leitet sich von Schoppen= schöpfen – ursprünglich ist ein Gefäß für Flüssigkeiten, später ein Raummaß für Getränke gemeint und stechen = zechen, gerne und regelmäßig Wein genießen ab.
Schoppenstecher ist ein typischer Mainzer Begriff für einen Weintrinker, der in einer der Mainzer Weinstuben ab Einbruch der Dämmerung seine Nase in eine Mainzer Stange hineinsticht (=steckt), woher der Ausdruck Schoppe steche kommt.

## Künstler
Als „Schöpfer“ der Statue gilt der Mainzer Porzellanfabrikant Heinz Schaubach, der Mitglied der Ehrbaren Mainzer Weinzunft von 1443 und gleichzeitig deren erster Gestalter der Zunftchronik war. Schaubach stiftete das Bronzedenkmal der Stadt Mainz zu ihrer 2000-Jahr-Feier im Jahr 1962.

## Gestaltung

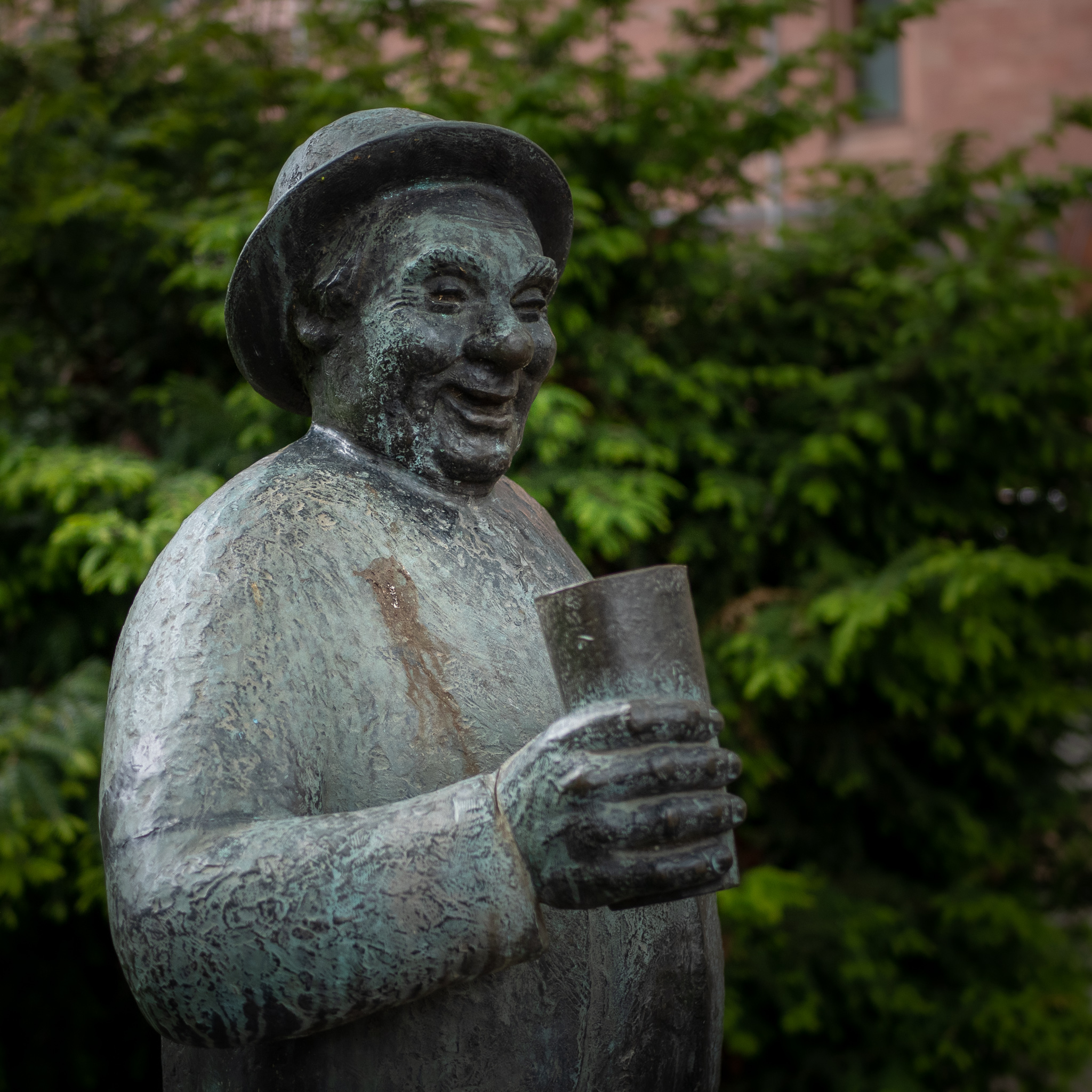
Mainzer Schoppenstecher

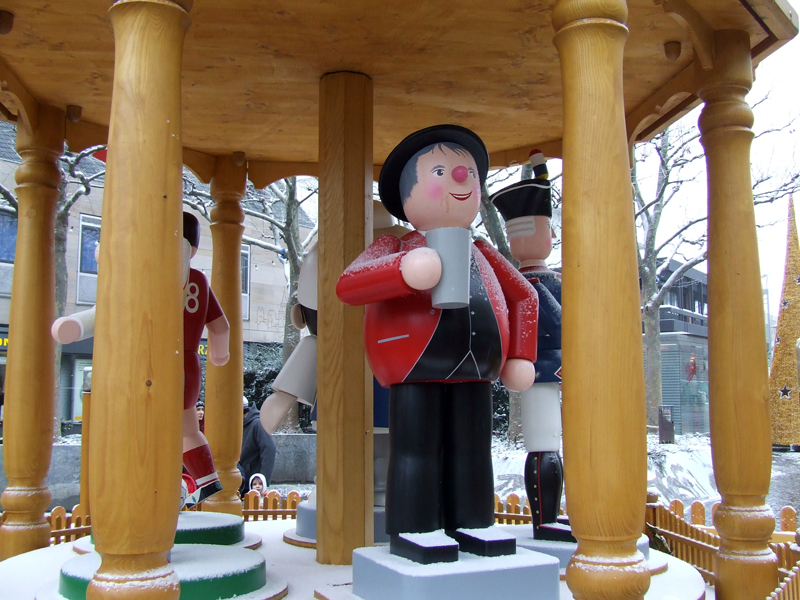
Schoppestecher auf dem Mainzer Weihnachtsmarkt

Der Mainzer Schoppenstecher hält in seiner rechten Hand das typische Mainzer Weinglas, die zylindrische Mainzer Stange, welche in den Weinstuben der Stadt für einfache Ausschankweine verwendet wird. Die Figur verkörpert die Lebensfreude, Zechfreudigkeit und Humor der echten Meenzer (umgangssprachlich für Mainzer).
Die Figur symbolisiert und vereint auch die von Carl Zuckmayer beschriebene Völkermühle am Rhein: Gallier, Römer, rheinfränkische Elemente, alemannische und hugenottische Komponenten und nicht zuletzt die jüdischen Elemente.
Seit 2002 befindet sich auf dem Mainzer Weihnachtsmarkt in der Weihnachtspyramide der Schoppestecher als eine der typischen Mainzer Figuren.

## Schoppenstecher-Preis
Eine Miniaturnachbildung des Schoppenstecher Standbilds wurde erstmals 1973 von der Stadt Mainz und wird seit 1983 vom Rheinhessenwein e.V. für besondere Verdienste um den rheinhessischen Wein vergeben. Hans-Jörg Koch war der Preisträger des Jahres 1985. Preisträger 1997: Rainer Brüderle Ex-Weinbauminister des Landes Rheinland-Pfalz. Der Schoppenstecherpreis 2002 wurde an Ökonomierat Reinhard Muth, Ehrenpräsident des Deutschen Weinbauverbandes, verliehen. Erst 2008 wurde der Preis ein weiteres Mal verliehen, diesmal an den ehemaligen Weinbauminister des Landes Rheinland-Pfalz Hans-Artur Bauckhage. Die Jury begründete dies mit den Worten: „mit großem Einsatz für die Imagesteigerung unserer Weine stark gemacht.“
Weitere Schoppenstecher-Preisträger:
1983: †Hermann Jäger, Ockenheim und Wolfgang Dubs, Worms
1984: †Jockel Fuchs, Mainz und †Heinz Seip, Nierstein
1985: Hans-Jörg Koch, Wörrstadt und † Oskar Foltyn, Wiesbaden
1986: †Brigitte Kriegshäuser, Neustadt
1987: †Hermann Fischborn, Badenheim und †Joachim Neander, Rodgau
1988: †Hans Gebert und Wolfgang Gebert, Mainz
1989: †Hermann Dexheimer, Mainz und Helmut Finger, Oppenheim
1990: Riquet H.L. Hess, Schlangenbad und †Richard Sebastian, Nieder-Olm
1991: †Rolf Braun, Mainz
1997: Rainer Brüderle, Mainz
2002: † Reinhard Muth, Alsheim
2004: Hansjochem Schrader, Alzey
2008: †Hans-Artur Bauckhage, Daaden
2016: †Peter Eugen Eckes, Nieder-Olm

## Patenschaft der Schoppestecher Figur

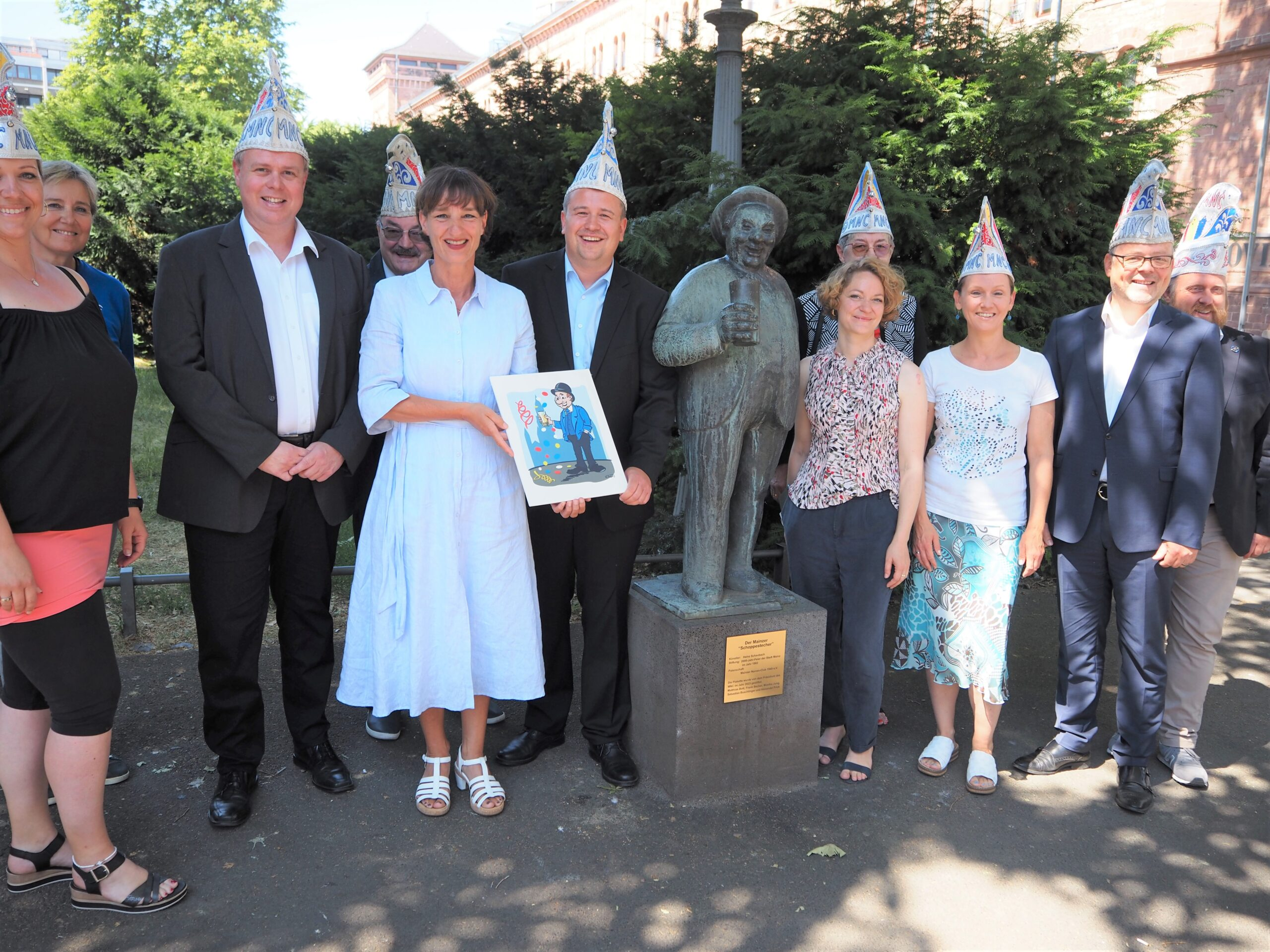
Dezernentin Marianne Grosse und der MNC-Präsident Matthias Bott freuen sich über die gemeinsame Kooperation. Der Mainzer Narren Club hat die Patenschaft für den „Schoppenstecher“ angenommen. Foto: Claudia Röhrich

Im Juni 2023 übernahm der Mainzer Narren-Club (MNC) die Patenschaft für den Schoppestecher. Der „Schoppenstecher“ ist neben der Eule eine Symbolfigur des MNC, und man entschied, zum Anlass des 75-jährigen Bestehens des Fastnachtsvereins im Jahr 2024 die Patenschaft zu übernehmen. Der Verein kümmert sich um die Pflege und Instandhaltung der Figur und brachte eine quadratische Info-Tafel am Sockel der Figur an. Am 13. Juni 2023 überreichte Matthias Bott, der Präsident des MNC, die Tafel sowie eine Zeichnung des Schoppestechers von Maler Guntram Eisenmann an die Mainzer Kulturdezernentin Marianne Grosse (SPD).